# Stazione di Carpanè-Valstagna
La stazione di Carpanè-Valstagna è una stazione ferroviaria posta sulla linea Trento-Venezia, in comune di Valbrenta. Si trova nella frazione Carpanè e serve anche la vicina Valstagna.
Inaugurata il primo gennaio 1909 fu per oltre un anno capolinea della ferrovia proveniente da Venezia, quando fu poi prolungata fino a Primolano.

## Servizi
La stazione dispone di:
- Biglietteria automatica
- Sala d'attesa